# Arbis
Arbis is een plaats en voormalige gemeente in het Franse departement Gironde in de regio Nouvelle-Aquitaine en telt 243 inwoners (1999). De plaats maakt deel uit van het arrondissement Langon. Arbis is op 1 januari 2019 gefuseerd met de gemeente Cantois tot de gemeente Porte-de-Benauge. 

## Geografie
De oppervlakte van Arbis bedraagt 8,7 km², de bevolkingsdichtheid is 27,9 inwoners per km².
De onderstaande kaart toont de ligging van Arbis met de belangrijkste infrastructuur en aangrenzende gemeenten.

## Demografie
Onderstaande figuur toont het verloop van het inwonertal.